# Szentháromság-székesegyház (Drezda)
A drezdai székesegyház (német nevén Katholische Hofkirche), eredeti nevén Szentháromság-székesegyház (németül: Dreifaltigkeitskirche, latinul: Kathedrale Sanctissimae Trinitatis), egy barokk stílusban épült római katolikus székesegyház a szászországi Drezda városában, az Elba folyó partján. Az épület a Drezda-Meißeni egyházmegye főszékesegyháza, egyben a Wettin-uralkodóház egyik temetkezési helye.